# Lista de senadores do Brasil da 42.ª legislatura
Esta é a lista de senadores do Brasil da 42.ª legislatura do Congresso Nacional. Inclui-se o nome civil dos parlamentares, o partido ao qual eram filiados na data da posse, sua unidade federativa de origem, bem como outras informações. Esta legislatura do Senado Federal durou de 1 de fevereiro de 1963 a 31 de janeiro de 1967.

## Mesa diretora
| Imagem | Cargo              | Nome                                                 | Partido | Estado            |
| ------ | ------------------ | ---------------------------------------------------- | ------- | ----------------- |
|        | Presidente         | Auro de Moura Andrade (Auro Soares de Moura Andrade) |         | São Paulo         |
|        | 1° Vice-Presidente | Gilberto Marinho                                     |         | Guanabara         |
|        | 2° Vice-Presidente | Afonso Arinos (GB)                                   |         | Guanabara         |
|        | 1° Secretário      | Antônio Balbino (Antônio Balbino de Carvalho Filho)  | PSD     | Bahia             |
|        | 2° Secretário      | Francisco de Menezes Pimentel                        |         | Ceará             |
|        | 3° Secretário      | Atílio Fontana (Attilio Francisco Xavier Fontana)    |         | Santa Catarina    |
|        | 4° Secretário      | Eugênio Barros                                       |         | Maranhão          |
|        | 1° Suplente        | Josaphat Marinho (Josaphat Ramos Marinho)            | PST     | Bahia             |
|        | 2° Suplente        | Martins Júnior                                       |         | Pará              |
|        | 3° Suplente        | Filinto Müller (Filinto Strubing Müller)             |         | Mato Grosso       |
|        | 4° Suplente        | Daniel Krieger                                       |         | Rio Grande do Sul |

## Senadores em exercício ao fim da legislatura
| Imagem              | Nome                                                            | Partido | Início de mandato       | Fim de mandato          | Observações |
| Acre                | Acre                                                            | Acre    | Acre                    | Acre                    | Acre |
| ------------------- | --------------------------------------------------------------- | ------- | ----------------------- | ----------------------- | --- |
|                     | Adalberto Sena (Adalberto Correia Sena)                         | MDB     | 1° de fevereiro de 1963 | 21 de janeiro de 1982   | [ 1 ] |
|                     | Oscar Passos                                                    | ARENA   | 1° de fevereiro de 1963 | 31 de janeiro de 1971   | Primeiro Presidente nacional do MDB                                                                                 |
|                     | José Guiomard (José Guiomard dos Santos)                        | ARENA   | 1° de fevereiro de 1963 | 31 de janeiro de 1983   | [ 3 ] |
| Alagoas             |                                                                 |         |                         |                         | |
|                     | Silvestre Péricles (Silvestre Péricles de Góis Monteiro)        | MDB     | 1° de fevereiro de 1959 | 31 de janeiro de 1967   | |
|                     | Arnon de Mello (Arnon Affonso de Farias Mello)                  | ARENA   | 1° de fevereiro de 1963 | 31 de janeiro de 1983   | [ 4 ] |
|                     | Rui Palmeira (Rui Soares Palmeira)                              | ARENA   | 1° de fevereiro de 1955 | 16 de dezembro de 1968  | Faleceu no exercício do cargo                                                                                       |
| Amazonas            |                                                                 |         |                         |                         | |
|                     | Vivaldo Lima Filho (Vivaldo Palma Lima Filho)                   |         | 1° de fevereiro de 1951 | 31 de janeiro de 1967   | [ 5 ] |
|                     | Artur Virgílio Filho (Artur Virgílio do Carmo Ribeiro Filho)    | MDB     | 1° de fevereiro de 1963 | 31 de janeiro de 1969   | |
|                     | Antovila Mourão Vieira (Antovila Rodrigues Mourão Vieira)       | MDB     |                         | Pesquisar               | Foi 3° Secretário do Senado                                                                                         |
| Bahia               |                                                                 |         |                         |                         | |
|                     | Aloysio de Carvalho (Aluísio Lopes de Carvalho Filho)           | ARENA   | 30 de novembro de 1960  | 1° de março de 1970     | Primeiro Suplente de Otávio Mangabeira, Vice-Líder no senado em 1962, Faleceu no exercício do cargo                 |
|                     | Josaphat Marinho (Josaphat Ramos Marinho)                       | MDB     | 1° de fevereiro de 1963 | 31 de janeiro de 1971   | |
|                     | Antônio Balbino (Antônio Balbino de Carvalho Filho)             | MDB     | 1° de fevereiro de 1963 | 31 de janeiro de 1971   | |
| Ceará               |                                                                 |         |                         |                         | |
|                     | Francisco de Menezes Pimentel                                   | ARENA   | 27 de outubro de 1965   | 31 de janeiro de 1971   | Eleito em sufrágio suplementar                                                                                      |
|                     | Paulo Sarasate (Paulo Sarasate Ferreira Lopes)                  | ARENA   |                         | Pesquisar               | Faleceu no exercício do cargo                                                                                       |
|                     | Wilson Gonçalves                                                | ARENA   | 1° de fevereiro de 1963 | 15 de março de 1979     | |
| Espírito Santo      |                                                                 |         |                         |                         | |
|                     | Jefferson de Aguiar                                             |         | 1° de fevereiro de 1959 | 31 de janeiro de 1967   | |
|                     | Eurico Resende (Eurico Vieira de Resende)                       | ARENA   | 1° de fevereiro de 1963 | 31 de janeiro de 1979   | Eleito Governador do Espírito Santo em 1978                                                                         |
|                     | Raul Giuberti                                                   | ARENA   | 1° de fevereiro de 1963 | 31 de janeiro de 1971   | |
| Guanabara           |                                                                 |         |                         |                         | |
|                     | Afonso Arinos                                                   |         | 15 de março de 1959     | 1° de fevereiro de 1967 | Foi Ministro das Relações Exteriores no governo Jânio Quadros (31 de janeiro a 25 de agosto de 1961)                |
|                     | Gilberto Marinho                                                | ARENA   | 1° de fevereiro de 1955 | 31 de janeiro de 1971   | Foi senador pelo Rio de Janeiro, de 1955 a 1963 e de 1963 a 1970 pela Guanabara                                     |
|                     | Aurélio Viana (Aurélio Viana da Cunha Lima)                     | MDB     | 1° de fevereiro de 1963 | 31 de janeiro de 1971   | Disputou a reeleição por Alagoas em 1970, sem sucesso.                                                              |
| Goiás               |                                                                 |         |                         |                         | |
|                     | João Abraão                                                     | MDB     |                         |                         | Cassado pelo AI-5                                                                                                   |
|                     | José Feliciano Ferreira                                         | ARENA   | 1° de fevereiro de 1959 | 31 de janeiro de 1971   | Primeiro suplente de Juscelino Kubitschek, posteriormente reeleito                                                  |
|                     | Pedro Ludovico                                                  | MDB     | 1° de fevereiro de 1955 | 31 de janeiro de 1969   | Teve o mandato cassado em 1969 com base no AI-5                                                                     |
| Maranhão            |                                                                 |         |                         |                         | |
|                     | Eugênio Barros                                                  | ARENA   |                         |                         | |
|                     | Sebastião Archer (Sebastião Archer da Silva)                    | MDB     | 1° de fevereiro de 1955 | 31 de janeiro de 1971   | |
|                     | Vitorino Freire (Vitorino de Brito Freire)                      | ARENA   | 31 de janeiro de 1947   | 31 de janeiro de 1971   | |
| Mato Grosso         |                                                                 |         |                         |                         | |
|                     | Paulino Lopes da Costa                                          | ARENA   |                         |                         | |
|                     | Vicente Bezerra Neto                                            | ARENA   | 1° de fevereiro de 1963 | 31 de janeiro de 1971   | |
|                     | Filinto Müller (Filinto Strubing Müller)                        | ARENA   | 31 de janeiro de 1947   | 11 de julho de 1973     | |
| Minas Gerais        |                                                                 |         |                         |                         | |
|                     | Milton Campos (Milton Soares Campos)                            | ARENA   | 1° de fevereiro de 1967 | 16 de janeiro de 1972   | Faleceu no exercício do cargo                                                                                       |
|                     | Benedito Valadares (Benedito Valadares Ribeiro)                 | ARENA   | 1° de fevereiro de 1955 | 31 de janeiro de 1971   | |
|                     | Camilo Nogueira da Gama                                         | MDB     | 10 de setembro de 1955  | 31 de janeiro de 1971   | Primeiro Suplente de Lúcio Bittencourt, posteriormente reeleito                                                     |
| Pará                |                                                                 |         |                         |                         | |
|                     | Antônio Martins Jr (Antônio Pedro Martins Júnior)               | ARENA   |                         |                         | Primeiro Suplente                                                                                                   |
|                     | Edward Cattete Pinheiro                                         | ARENA   | 1° de fevereiro de 1963 | 31 de janeiro de 1979   | |
|                     | Joaquim Lobão da Silveira                                       | ARENA   | 31 de janeiro de 1959   | 31 de janeiro de 1971   | |
| Paraíba             |                                                                 |         |                         |                         | |
|                     | Rui Carneiro                                                    | MDB     | 1° de fevereiro de 1951 | 20 de julho de 1977     | Faleceu no exercício do cargo                                                                                       |
|                     | Argemiro de Figueiredo                                          | MDB     | 1° de fevereiro de 1955 | 31 de janeiro de 1971   | |
|                     | João Agripino Maia (João Agripino de Vasconcelos Maia Filho)    | ARENA   |                         |                         | Eleito governador da Paraíba em 1965.                                                                               |
| Paraná              |                                                                 |         |                         |                         | |
|                     | Nelson Maculan                                                  | MDB     |                         |                         | Primeiro Suplente                                                                                                   |
|                     | Adolfo Franco (Adolfo de Oliveira Franco)                       | ARENA   | 1° de fevereiro de 1963 | 31 de janeiro de 1971   | |
|                     | Amaury Silva (Amaury de Oliveira e Silva)                       | MDB     |                         |                         | Foi Ministro do Trabalho e Previdência Social (18 de junho de 1963 a 31 de março de 1964).                          |
| Pernambuco          |                                                                 |         |                         |                         | |
|                     | Antônio de Barros Carvalho                                      | MDB     | 30 de janeiro de 1947   | 31 de janeiro de 1959   | |
|                     | José Ermírio de Moraes                                          | MDB     | 1° de fevereiro de 1963 | 31 de janeiro de 1971   | |
|                     | Francisco Pessoa de Queirós                                     | ARENA   | 1° de fevereiro de 1963 | 31 de janeiro de 1971   | |
| Piauí               |                                                                 |         |                         |                         | |
|                     | Joaquim Parente (Joaquim Santos Parente)                        | ARENA   | 1 de fevereiro de 1951  | 1° de fevereiro de 1958 | Faleceu no exercício do cargo                                                                                       |
|                     | José Cândido Ferraz                                             | ARENA   | 1° de fevereiro de 1963 | 31 de janeiro de 1971   | |
|                     | Sigefredo Pacheco                                               | ARENA   | 1° de fevereiro de 1963 | 31 de janeiro de 1971   | |
| Rio de Janeiro      |                                                                 |         |                         |                         | |
|                     | Miguel Couto Filho                                              | ARENA   | 31 de janeiro de 1948   | 11 de setembro de 1957  | |
|                     | Aarão Steinbruch                                                | MDB     |                         |                         | Teve o mandato cassado em 1969 com base no AI-5                                                                     |
|                     | João Vasconcelos Torres (João Batista de Vasconcelos Torres)    | ARENA   | 1° de fevereiro de 1963 | 31 de janeiro de 1979   | |
| Rio Grande do Norte |                                                                 |         |                         |                         | |
|                     | Dix-Huit Rosado (Jerônimo Dix-Huit Rosado Maia)                 | ARENA   | 16 de janeiro de 1947   | 31 de janeiro de 1959   | |
|                     | Walfredo Gurgel (Walfredo Dantas Gurgel)                        | ARENA   |                         |                         | Eleito governador do Rio Grande do Norte em 1965                                                                    |
|                     | Dinarte Mariz (Dinarte de Medeiros Mariz)                       | ARENA   | 1° de fevereiro de 1963 | 9 de julho de 1984      | |
| Rio Grande do Sul   |                                                                 |         |                         |                         | |
|                     | Guido Mondin (Guido Fernando Mondin)                            | ARENA   | 19 de junho de 1956     | 31 de janeiro de 1975   | Nomeado Ministro do Tribunal de Contas da União                                                                     |
|                     | Mem de Sá (Mem de Azambuja Sá)                                  | ARENA   | 1° de fevereiro de 1956 | 31 de janeiro de 1971   | Foi Ministro da Justiça (14 de janeiro a 28 de junho de 1966) no governo Castelo Branco.                            |
|                     | Daniel Krieger                                                  | ARENA   | 1° de fevereiro de 1955 | 31 de janeiro de 1979   | |
| Santa Catarina      |                                                                 |         |                         |                         | |
|                     | Irineu Bornhausen                                               | ARENA   | 1° de março de 1951     | 31 de janeiro de 1959   | Primeiro-Secretário do Senado, conduziu a posse de Juscelino Kubitschek                                             |
|                     | Atílio Fontana (Attilio Francisco Xavier Fontana)               | ARENA   | 1° de fevereiro de 1963 | 31 de janeiro de 1971   | |
|                     | Antônio Carlos Konder Reis                                      | ARENA   | 1° de fevereiro de 1963 | 14 de março de 1975     | Eleito Governador de Santa Catarina em 1974                                                                         |
| São Paulo           |                                                                 |         |                         |                         | |
|                     | Alberto Carvalho Pinto (Carlos Alberto Alves de Carvalho Pinto) | ARENA   | 1° de fevereiro de 1967 | 31 de janeiro de 1975   | |
|                     | Auro de Moura Andrade (Auro Soares de Moura Andrade)            | ARENA   | 1° de fevereiro de 1951 | 31 de janeiro de 1971   | |
|                     | Juvenal Lino de Matos                                           | MDB     | 14 de abril de 1956     | 31 de janeiro de 1971   | Eleito senador, posteriormente eleito prefeito de São Paulo. Renunciou ao cargo de prefeito para reassumir o cargo. |
| Sergipe             |                                                                 |         |                         |                         | |
|                     | Leandro Maciel (Leandro Maynard Maciel)                         | ARENA   | 1° de fevereiro de 1967 | 31 de janeiro de 1975   | |
|                     | Júlio César Leite                                               | ARENA   | 1° de fevereiro de 1951 | 31 de janeiro de 1971   | |
|                     | Francisco Leite Neto                                            | ARENA   |                         | 10 de dezembro de 1964  | Faleceu no Rio de Janeiro em 10 de dezembro de 1964                                                                 |